# پتروشیمی جهرم
پتروشیمی جهرم یک مجتمع پتروشیمی در جهرم در زمینی به مساحت ۳۰۰ هکتار در مجاورت منطقه ویژه اقتصادی جهرم و بندر خشک جهرم است و در فاصله حدود ۳۵ کیلومتر از جهرم است. این پتروشیمی بخشی از مسیر خط لوله اتیلن مرکز بوده و پلی‌اتیلن سبک خطی و سنگین با ظرفیت اسمی ۳۰۰ هزار تن در سال تولید خواهد کرد.
احداث این پتروشیمی همزمان با دور دوم سفر هیئت دولت دهم به استان فارس در اردیبهشت ماه سال ۱۳۸۸ آغاز شد.